# Tōko Mizuno
Tōko Mizuno (jap. 水野 十子, Mizuno Tōko; * 7. August 19xx in Tokushima, Japan) ist eine japanische Manga-Zeichnerin und Illustratorin.
Ihren ersten Manga als professionelle Zeichnerin veröffentlichte sie mit der 16-seitigen Kurzgeschichte Himegimi to Ken (dt. „Die Prinzessin und das Schwert“) in der Mai-Ausgabe des Manga-Magazins LaLa DX, für die sie den 39. LMS Diamond Rookie Shō erhielt, eine Auszeichnung für herausragende Nachwuchszeichner. In der folgenden November-Ausgabe des Magazins erschien ihr zweites Werk, das 32 Seiten umfassende Esendōjo Ejōshi, für das sie, wie auch Matsuri Hino, den neunten LMG Gold Debut Shō gewann.
In den folgenden Jahren zeichnete sie weitere kurze Werke für Lunatic LaLa, LaLa DX und LaLa. Im Dezember 1999 begann sie ihren ersten längeren Manga, In A Distant Time. Der Manga, der auf einem Playstation-Videospiel basiert, für das sie die Figuren entwarf, handelt von einer Jugendlichen in Kyōto im Jahr 2000, die gemeinsam mit zwei Mitschülern in das 11. Jahrhundert, in die Heian-Zeit, zurückversetzt wird und dort die Menschen vor Dämonen beschützen soll. In A Distant Time bzw. im Original Harukanaru Toki no Naka de erschien bis Oktober 2006 im LaLa, für das zur selben Zeit unter anderem auch Masami Tsuda und Reiko Shimizu arbeiteten, wurde mehrfach als Anime verfilmt und wird unter anderem ins Deutsche übersetzt. Der Comic, der sich an jugendliche Mädchen richtet und deshalb dem Shōjo-Genre zuzuordnen ist, umfasst über 1800 Seiten in bisher zwölf Sammelbänden. 2003 veröffentlichte sie ein Artbook zu In A Distant Time.
In der Januar-Ausgabe 2007 des LaLa startete ihre Manga-Serie Ōsama Game.

## Werke (Auswahl)
- Himegimi to Ken (姫君と剣), 1995
- Esendōjo Ejōshi (画仙道女画娘子), 1995
- In A Distant Time (遙かなる時空の中で, Harukanaru Toki no Naka de), 1999–2006
- Ōsama Game (王様ゲーム, Ōsama Gēmu), seit 2007